# Віллібальд Шпанг
Віллібальд Шпанг (нім. Willibald Spang; 25 березня 1887, Бад-Мергентгайм — 28 вересня 1978, Гамбург) — німецький воєначальник, генерал-лейтенант люфтваффе (1 січня 1942). Кавалер Німецького хреста в золоті.

## Біографія
9 липня 1906 року вступив в 49-й польовий артилерійський полк. Закінчив артилерійське училище в Ютербозі (1911). В травні-вересні 1913 року пройшов льотну підготовку в льотній школі герцога Карла в Готі. Учасник Першої світової війни, служив в 20-му і 5-му польових авіазагонах, з 13 лютого 1916 року — командир ескадрильї 3-ї бойової ескадри, з 1 квітня 1916 року — командир 225-го, з 13 січня 1917 року — 230-го авіазагону. 9 жовтня 1917 року тяжко поранений, після одужання (лютий 1918) командував ротою 4-го, потім 13-го запасного авіазагону. 17 лютого 1920 року звільнений з армії.
1 квітня 1933 року вступив в люфтваффе, референт Імперського комісаріату (потім міністерства) авіації. З 1 квітня 1936 року — командир 3-ї групи 155-ї бомбардувальної ескадри і комендант авіабази в Швабіш-Галі. З 1 березня 1937 року — командир 255-ї бомбардувальної ескадри. 1 грудня 1938 року призначений інспектором аеронавігації, 29 вересня 1939 року — офіцером для особливих доручень при головнокомандувачі люфтваффе. 19 жовтня 1939 року очолив Імперську службу погоди, яка займалася наданням метеозведень бойовим частинам, і керував нею до 31 грудня 1942 року. Одночасно з 5 квітня 1941 по 8 січня 1943 року командував наземними бойовими частинами 4-го авіакорпусу. З 9 січня 1943 року — командир 7-ї, з 15 лютого 1943 року — 15-ї авіапольової дивізії, з якими брав участь у Німецько-радянській війні. 7 листопада 1943 року, після передачі авіапольових дивізій до сухопутних військ, зарахований в резерв ОКЛ. 8 травня 1945 року взятий в полон союзниками. 18 березня 1946 року звільнений.

## Нагороди
- Нагрудний знак військового пілота (Пруссія) (15 квітня 1914)
- Залізний хрест
  - 2-го класу (19 жовтня 1914)
  - 1-го класу (15 вересня 1914)
- Орден «За військові заслуги» (Вюртемберг), лицарський хрест (14 грудня 1914)
- Орден «За військові заслуги» (Баварія) 4-го класу з мечами (4 березня 1916)
- Орден Фрідріха (Вюртемберг), лицарський хрест 1-го класу з мечами (31 серпня 1917)
- Хрест «За військові заслуги» (Австро-Угорщина) 3-го класу з військовою відзнакою (2 жовтня 1917)
- Орден Альберта (Саксонія), лицарський хрест 1-го класу з мечами (4 січня 1918)
- Нагрудний знак пілота (4 вересня 1934)
- Почесний хрест ветерана війни з мечами (21 грудня 1934)
- Медаль «За вислугу років у Вермахті»
  - 4-го і 3-го класу (12 років; 2 жовтня 1936) — отримав 2 нагороди одночасно.
  - 2-го класу (18 років; 1 квітня 1938)
- Комбінований Знак Пілот-Спостерігач
- Медаль «У пам'ять 13 березня 1938 року» (16 грудня 1938)
- Медаль «У пам'ять 1 жовтня 1938» із застібкою «Празький град» (17 вересня 1939)
- Застібка до Залізного хреста
  - 2-го класу (27 листопада 1939)
  - 1-го класу (26 травня 1943)
- Хрест Воєнних заслуг
  - 2-го класу з мечами
  - 1-го класу з мечами (1 вересня 1941)
- Німецький хрест в золоті (10 січня 1944)